# Bahnstrecke Hostašovice–Nový Jičín horní nádraží
| Kursbuchstrecke (SŽ): | 326 (2009)           |                                                     |                                                     |
| Streckenlänge: | 10,2 km              |                                                     |                                                     |
| Spurweite: | 1435 mm (Normalspur) |                                                     |                                                     |
| Streckenklasse: | C3                   |                                                     |                                                     |
| Maximale Neigung: | 18 ‰                 |                                                     |                                                     |
| Streckengeschwindigkeit: | 50 km/h              |                                                     |                                                     |
| |                      |                                                     |                                                     |
| \| \| \| von Kojetín (vorm. KFNB) \| \| \| \| 0,000 \| Hostašovice früher Hotzendorf \| Hostašovice früher Hotzendorf \| \| \| \| nach Český Těšín (vorm. KFNB) \| \| \| \| 3,033 \| Mořkov früher Murk \| Mořkov früher Murk \| \| \| 5,190 \| Hodslavice früher Stranik-Hotzendorf \| Hodslavice früher Stranik-Hotzendorf \| \| \| \| ehemalige Protektoratsgrenze (1938–1945) \| \| \| \| 6,245 \| vlečka VOP 012 \| vlečka VOP 012 \| \| \| 7,804 \| Bludovice früher Blauendorf \| Bludovice früher Blauendorf \| \| \| 10,157 \| Nový Jičín horní nádraží früher Neutitschein Nordbf \| Nový Jičín horní nádraží früher Neutitschein Nordbf \| |                      |                                                     |                                                     |
| Strecke |                      | von Kojetín (vorm. KFNB)                            | von Kojetín (vorm. KFNB)                            |
| Bahnhof | 0,000                | Hostašovice früher Hotzendorf                       | Hostašovice früher Hotzendorf                       |
| Abzweig ehemals geradeaus und nach rechts |                      | nach Český Těšín (vorm. KFNB)                       | nach Český Těšín (vorm. KFNB)                       |
| Haltepunkt / Haltestelle (Strecke außer Betrieb) | 3,033                | Mořkov früher Murk                                  | Mořkov früher Murk                                  |
| Haltepunkt / Haltestelle (Strecke außer Betrieb) | 5,190                | Hodslavice früher Stranik-Hotzendorf                | Hodslavice früher Stranik-Hotzendorf                |
| Grenze (Strecke außer Betrieb) |                      | ehemalige Protektoratsgrenze (1938–1945)            | ehemalige Protektoratsgrenze (1938–1945)            |
| Abzweig geradeaus und von links (Strecke außer Betrieb) | 6,245                | vlečka VOP 012                                      | vlečka VOP 012                                      |
| Haltepunkt / Haltestelle (Strecke außer Betrieb) | 7,804                | Bludovice früher Blauendorf                         | Bludovice früher Blauendorf                         |
| Kopfbahnhof Streckenende (Strecke außer Betrieb) | 10,157               | Nový Jičín horní nádraží früher Neutitschein Nordbf | Nový Jičín horní nádraží früher Neutitschein Nordbf |

Die Bahnstrecke Hostašovice–Nový Jičín horní nádraží war eine regionale Eisenbahnverbindung in Tschechien, die ursprünglich von der k.k. priv. Kaiser Ferdinands-Nordbahn (KFNB) als  Lokalbahn Hotzendorf–Neutitschein erbaut und betrieben wurde. Sie verlief von Hostašovice (Hotzendorf) nach Nový Jičín (Neutitschein).
Nach einem Erlass der tschechischen Regierung war die Strecke seit dem 20. Dezember 1995 als regionale Bahn („regionální dráha“) klassifiziert.

## Geschichte
Die Konzession für die Lokalbahn Hotzendorf–Neutitschein erhielt die KFNB am 19. März 1888 gemeinsam mit den Strecken Drösing–Zistersdorf, Göding–Aerialtabakfabrik, Rohatetz–Strassnitz und Goleschau–Ustron. Teil der Konzession war die Verpflichtung, die Strecke bis zum 30. Juni 1889 fertigzustellen und „dem öffentlichen Verkehre zu übergeben“. Ausgestellt war die Konzession bis zum 31. Dezember 1975. Eröffnet wurde die Strecke am 1. Juni 1889. Den Betrieb führte die KFNB selbst aus.
Nach der Verstaatlichung der KFNB am 1. Jänner 1906 gehörte die Strecke zum Netz der k.k. Staatsbahnen (kkStB). Ab 1. Jänner 1907 übernahmen die kkStB auch die Betriebsführung. Im Jahr 1912 wies der Fahrplan der Lokalbahn fünf gemischte Zugpaare 2. und 3. Klasse aus. Sonn- und feiertags kam ein weiteres hinzu. Sie benötigten für die elf Kilometer lange Strecke in Richtung Neutitschein zwischen 32 und 36 Minuten.
Nach dem Ersten Weltkrieg kam die Strecke zu den neu gegründeten Tschechoslowakischen Staatsbahnen (ČSD). Der Winterfahrplan von 1937/38 war gegenüber dem Fahrplan von 1912 nur wenig verändert. Es verkehrten täglich sechs Reisezugpaare 3. Klasse.

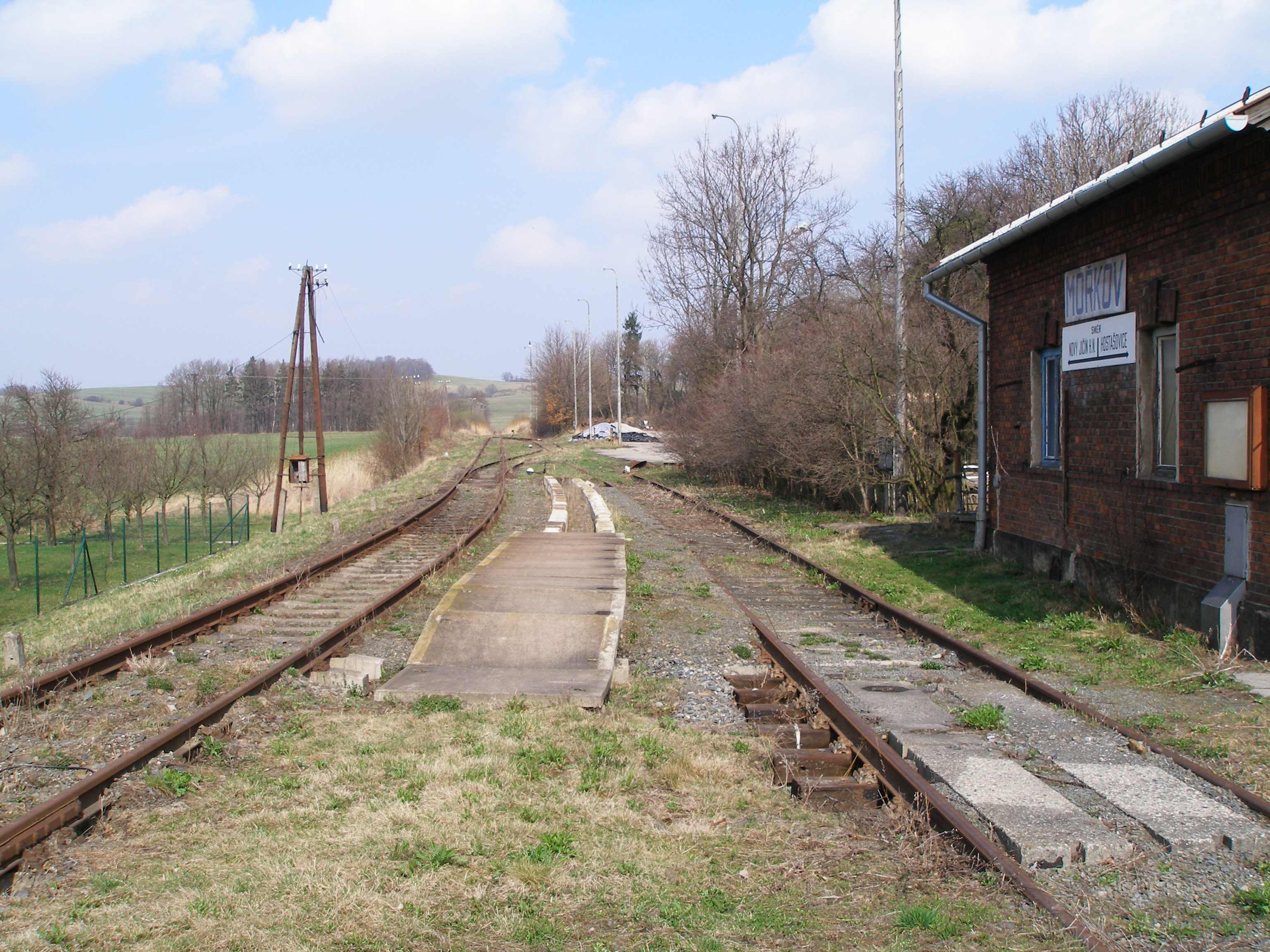
Haltestelle Mořkov (2012)

Nach der Angliederung des Sudetenlandes an Deutschland im Herbst 1938 lag der größte Teil der Strecke auf nunmehr deutschem Staatsgebiet. Die Betriebsführung übernahm die Neutitscheiner Lokalbahn. Im Reichskursbuch war die Verbindung nun als Kursbuchstrecke 151k Hotzendorf–Neutitschein Süd enthalten. Nach dem Ende des Zweiten Weltkriegs kam die Strecke wieder vollständig zu den ČSD.
Am 1. Januar 1993 ging die Strecke im Zuge der Auflösung der Tschechoslowakei an die neu gegründeten České dráhy (ČD) über. Seit 2003 gehört sie zum Netz des staatlichen Infrastrukturbetreibers Správa železniční dopravní cesty (SŽDC).
Am 24. Juni 2009 wurde die Strecke bei einem Hochwasser schwer beschädigt. Der Bahnbetrieb musste eingestellt werden. Nach längeren Diskussionen lehnte der staatliche Infrastrukturbetreiber Správa železniční dopravní cesty eine Reparatur der Strecke ab, da von Seiten des zuständigen ÖPNV-Aufgabenträgers Moravskoslezský kraj keine längerfristige Bestellgarantie abgegeben wurde. Die nötigen Investitionen wurden seinerzeit auf 82 bis 90 Millionen Kronen geschätzt. Die Auslastung der Züge vor dem Hochwasser war niedrig, zudem sparte der Moravskoslezský kraj mit dem Ersatz der Züge durch Autobusse etwa vier Millionen Kronen jährlich. Um die Erneuerung des Bahnverkehrs bemühte sich vor allem die Stadt Nový Jičín, die anderen Orte favorisierten hingegen die Stilllegung der Strecke und den Bau eines Bahntrassenradwegs.
Im letzten gültigen Jahresfahrplan 2008/2009 fuhren werktags acht Personenzugpaare, die für die Gesamtstrecke etwa 16–18 Minuten benötigten. Sonntags gab es sechs Fahrtmöglichkeiten.
Heute ist die Strecke abgebaut. Am 26. September 2014 wurde auf der ehemaligen Trasse ein Radweg eröffnet.